# Pharmacophagus antenor
Genre
Espèce
Pharmacophagus antenor est une espèce de lépidoptères (papillons), endémique de Madagascar, appartenant à la famille des Papilionidae. Elle est l'unique représentante du genre monotypique Pharmacophagus.

## Nom vernaculaire
Pharmacophagus antenor se nomme en anglais Madagascar giant swallowtail.

## Description
L'imago de Pharmacophagus antenor est un très grand papillon d'une envergure de 120 à 140 mm, noir tacheté de blanc aux ailes antérieures et dans la partie basale des ailes postérieures, lesquelles comportent une série de taches submarginales rouges ainsi que de longues queues.

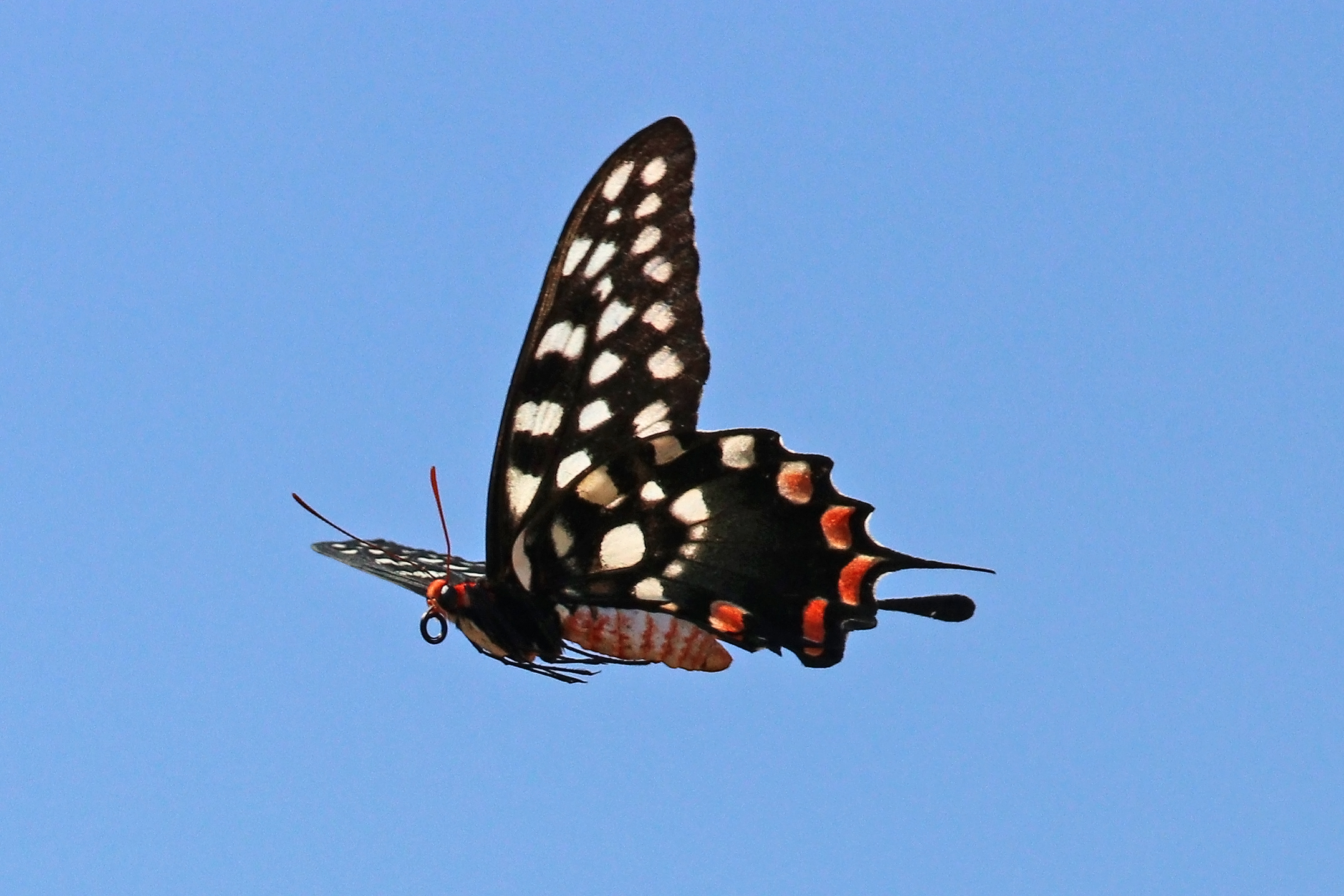
En vol.
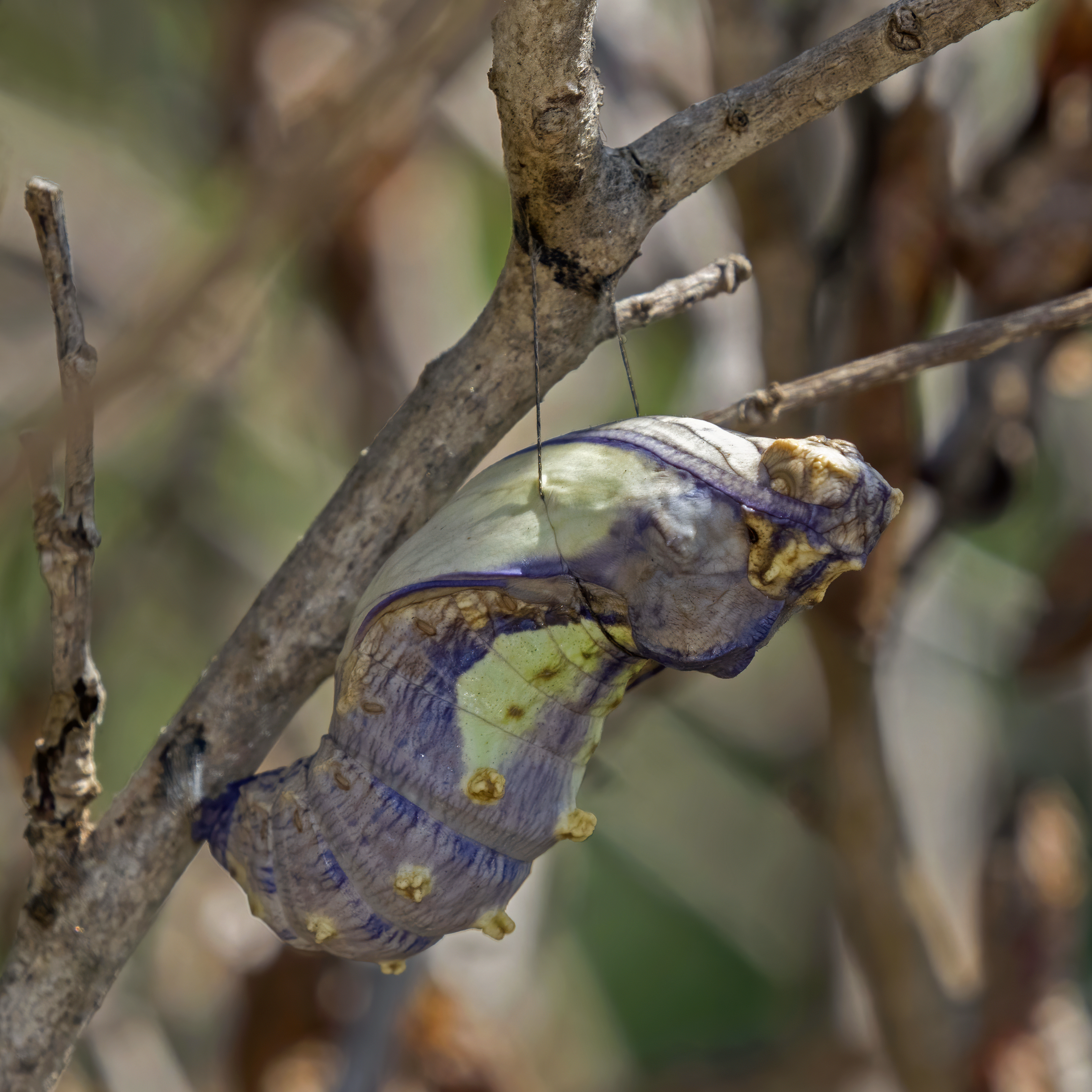
Chrysalide.

## Biologie
La plante hôte de la chenille est une aristoloche : Aristolochia acuminata.

## Distribution
L'espèce est endémique de Madagascar, où on la trouve dans le Sud et l'Ouest du pays.

## Systématique
L'espèce actuellement appelée Pharmacophagus antenor a été décrite par l'entomologiste britannique Dru Drury en 1773, sous le nom initial de Papilio antenor.
Elle est l'espèce type et unique espèce du genre monotypique Pharmacophagus, décrit en 1891 par l'entomologiste allemand Erich Haase (en).